# Esternberg
Esternberg là một đô thị thuộc huyện Schärding thuộc bang Oberösterreich, Áo. Đô thị Esternberg có diện tích 40 km², dân số thời điểm năm 2006 là 2817 người.